# Tattenhall
Tattenhall est un village du Cheshire, en Angleterre.